# Palau d'Esports de Torrevella
El Palau d'Esports de Torrevella (oficialment, i en castellà: Polideportivo Su Alteza Real Infanta Cristina) és un pavelló esportiu de Torrevella, Baix Segura. És usat principalment per a jugar-hi a handbol i és la seu del CB Torrevella. El pavelló té capacitat per a 4.500 espectadors.